# Thomas Patterson
Thomas Patterson (* 1. Oktober 1764 in Little Britain, Lancaster County, Province of Pennsylvania; † 16. November 1841 bei Pattersons Mills, Pennsylvania) war ein US-amerikanischer Politiker. Zwischen 1817 und 1825 vertrat er den Bundesstaat Pennsylvania im US-Repräsentantenhaus.

## Werdegang
Thomas Patterson war ein Halbbruder des Kongressabgeordneten John Patterson (1771–1848) aus Ohio. Im Jahr 1778 zog er mit seinen Eltern nach Pattersons Mills im Washington County. Er besuchte die öffentlichen Schulen seiner jeweiligen Heimat. Danach arbeitete er in der Landwirtschaft und als Getreidemüller. Während des Britisch-Amerikanischen Krieges von 1812 war er Brigadegeneral in der Staatsmiliz. Politisch wurde er Mitglied der Demokratisch-Republikanischen Partei. In den 1820er Jahren schloss er sich der Bewegung um den späteren Präsidenten Andrew Jackson an.
Bei den Kongresswahlen des Jahres 1816 wurde Patterson im zwölften Wahlbezirk von Pennsylvania in das US-Repräsentantenhaus in Washington, D.C. gewählt, wo er am 4. März 1817 die Nachfolge von Aaron Lyle antrat. Nach drei Wiederwahlen konnte er bis zum 3. März 1825 vier Legislaturperioden im Kongress absolvieren. Im Jahr 1824 verzichtete er auf eine weitere Kandidatur. Nach seiner Zeit im US-Repräsentantenhaus nahm Thomas Patterson seine früheren Tätigkeiten wieder auf. Er starb am 16. November 1841 nahe Pattersons Mills.